# Sprinteuropamästerskapen i kanotsport 1999
Sprinteuropamästerskapen i kanotsport 1999 anordnades i Zagreb, Kroatien. 

## Medaljsummering

### Medaljtabell

#### Kanot och kajak
| Pl. | Nation      | Guld | Silver | Brons | Totalt |
| --- | ----------- | ---- | ------ | ----- | ------ |
| 1   | Ryssland    | 9    | 1      | 4     | 14     |
| 2   | Polen       | 7    | 1      | 4     | 12     |
| 3   | Italien     | 3    | 0      | 0     | 3      |
| 4   | Ungern      | 2    | 9      | 1     | 12     |
| 5   | Rumänien    | 1    | 5      | 2     | 8      |
| 6   | Tjeckien    | 1    | 3      | 4     | 8      |
| 7   | Bulgarien   | 1    | 2      | 0     | 3      |
| 8   | Slovakien   | 1    | 0      | 4     | 5      |
| 9   | Israel      | 1    | 0      | 2     | 3      |
| 10  | Spanien     | 0    | 1      | 3     | 4      |
| 11  | Ukraina     | 0    | 1      | 1     | 2      |
| 12  | Jugoslavien | 0    | 1      | 0     | 1      |
| 12  | Norge       | 0    | 1      | 0     | 1      |
| 12  | Frankrike   | 0    | 1      | 0     | 1      |
| 15  | Tyskland    | 0    | 0      | 1     | 1      |

### Herrar
| Gren      | Guld                                                                        | Tid      | Silver                                                                        | Tid      | Brons                                                                           | Tid      |
| C-1 200m  | Maxim Opalev                                                                | 40,425   | Martin Doktor                                                                 | 40,585   | Slavomír Kňazovický                                                             | 40,775   |
| C-1 500m  | Maxim Opalev                                                                | 1:49,810 | Martin Doktor                                                                 | 1:51,160 | Gábor Fürdök                                                                    | 1:53,070 |
| C-1 1000m | Maxim Opalev                                                                | 3:52,363 | Martin Doktor                                                                 | 3:55,053 | Paweł Baraszkiewicz                                                             | 3:56,263 |
| C-2 200m  | Polen Daniel Jędraszko Paweł Baraszkiewicz                                  | 37,851   | Rumänien Ionel Averian Mitică Pricop                                          | 38,031   | Tjeckien Petr Procházka Jan Břečka                                              | 38,341   |
| C-2 500m  | Rumänien Florin Popescu Gheorghe Andriev                                    | 1:42,103 | Ryssland Alexander Kovalev Alexander Kostoglod                                | 1:42,283 | Spanien Jose Alfredo Bea David Mascato                                          | 2:43,883 |
| C-2 1000m | Ryssland Alexander Kovalev Alexander Kostoglod                              | 3:37,802 | Rumänien Gheorghe Andriev Florin Popescu                                      | 3:38,352 | Tyskland Peter John Patrick Schulze                                             | 3:41,062 |
| C-4 200m  | Tjeckien Jan Břečka Petr Fuksa Karel Kožíšek Petr Procházka                 | 35,649   | Rumänien Ionel Averian Gheorghe Andriev Florin Popescu Mitică Pricop          | 35,809   | Ryssland Alexei Volkonski Konstantin Fomitjev Alexander Kostoglod Ignat Kovalev | 35,979   |
| C-4 500m  | Ryssland Konstantin Fomitjev Alexei Volkonski Ignat Kovalev Andrei Kabanov  | 1:31,868 | Rumänien Gheorghe Andriev Florin Popescu Mitică Pricop Florin Huidu           | 1:31,866 | Tjeckien Petr Fuksa Petr Netušil Viktor Jirasky Jan Machac                      | 1:33,176 |
| C-4 1000m | Ryssland Konstantin Fomitjev Alexei Volkonski Ignat Kovalev Andrei Kabanov  | 3:17,597 | Rumänien Chiriac Marcov Mitică Pricop Samil Grigore Iosif Anisim              | 3:19,227 | Ukraina Nikolaj Dimakov Dmitro Sablin Roman Bundz Leonid Kamlotjuk              | 3:19,247 |
| K-1 200m  | Michael Kolganov                                                            | 35,908   | Ognjen Filipović                                                              | 36,018   | Pavel Hottmar                                                                   | 36,228   |
| K-1 500m  | Petar Merkov                                                                | 1:39,098 | Grzegorz Kotowicz                                                             | 1:39,418 | Michael Kolganov                                                                | 1:39,498 |
| K-1 1000m | Ákos Vereckei                                                               | 3:32,741 | Babak Amir-Tahmasseb                                                          | 3:33,551 | Michael Kolganov                                                                | 3:34,181 |
| K-2 200m  | Polen Marek Twardowski Adam Wysocki                                         | 33,515   | Norge Nils Olav Fjeldheim Andreas Gjersøe                                     | 33,975   | Ryssland Sergei Verlin Anatoli Tistjenko                                        | 33,985   |
| K-2 500m  | Polen Marek Twardowski Adam Wysocki                                         | 1:28,852 | Ungern Ákos Vereckei Zoltán Kammerer                                          | 1:29,362 | Slovakien Juraj Bača Michal Riszdorfer                                          | 1:29,962 |
| K-2 1000m | Slovakien Michal Riszdorfer Juraj Bača                                      | 3:12,259 | Ungern Zoltán Kammerer Ákos Vereckei                                          | 3:14,169 | Polen Marek Twardowski Adam Wysocki                                             | 3:14,709 |
| K-4 200m  | Ryssland Vitali Gankin Alexander Ivanik Andrei Tissin Roman Zarubin         | 31,269   | Ukraina Andrei Borzjukov Michail Lutjnik Oleksij Slivinskij Mykola Zaitjenkov | 31,969   | Slovakien Martin Chorváth Jan Divinec Andrej Wiebauer Rastislav Kužel           | 31,999   |
| K-4 500m  | Ryssland Alexander Ivanik Vitali Gankin Roman Zarubin Andrei Tissin         | 1:20,688 | Bulgarien Petar Merkov Adrian Dushev Milko Kazanov Petar Sibinkich            | 1:22,258 | Rumänien Sorin Petcu Vasile Curuzan Marian Sîrbu Romică Şerban                  | 1:22,558 |
| K-4 1000m | Polen Grzegorz Kotowicz Adam Seroczyński Dariusz Białkowski Marek Witkowski | 2:55,199 | Bulgarien Milko Kazanov Adrian Dushev Petar Sibinkich Petar Merkov            | 2:56,049 | Slovakien Andrej Wiebauer Juraj Kadnár Martin Chorváth Rastislav Kužel          | 2:57,499 |

### Damer
| Gren      | Guld                                                                      | Tid      | Silver                                                                 | Tid      | Brons                                                                        | Tid      |
| K-1 200m  | Josefa Idem                                                               | 41,322   | Rita Kőbán                                                             | 41,582   | Belen Sanchez                                                                | 42,462   |
| K-1 500m  | Josefa Idem                                                               | 1:51,072 | Katalin Kovács                                                         | 1:52,302 | Elżbieta Urbańczyk                                                           | 1:52,832 |
| K-1 1000m | Josefa Idem                                                               | 3:55,459 | Katalin Kovács                                                         | 3:56,809 | Elżbieta Urbańczyk                                                           | 3:58,319 |
| K-2 200m  | Polen Aneta Pastuszka Beata Sokołowska                                    | 39,454   | Ungern Erzsébet Viski Szilvia Szabó                                    | 40,245   | Ryssland Natalia Goulii Elena Tissina                                        | 40,374   |
| K-2 500m  | Polen Beata Sokołowska Aneta Pastuszka                                    | 1:40,757 | Ungern Katalin Kovács Szilvia Szabó                                    | 1:41,507 | Spanien Izaskun Aramburu Beatriz Manchón                                     | 1:42,607 |
| K-2 1000m | Polen Aneta Pastuszka Beata Sokołowska                                    | 3:38,579 | Ungern Andrea Barocsi Katalin Kovács                                   | 3:38,819 | Rumänien Elena Radu Sanda Toma                                               | 3:40,429 |
| K-4 200m  | Ryssland Galina Poryvaeva Natalia Goulii Tatiana Tistjenko Olga Tistjenko | 35,959   | Ungern Erzsébet Viski Szilvia Szabó Kinga Bóta Katalin Kovács          | 36,459   | Tjeckien Katerina Hlucha Milena Pergnerová Šárka Borkovcová Barbora Futerova | 36,949   |
| K-4 500m  | Ungern Katalin Kovács Szilvia Szabó Kinga Bóta Erzsébet Viski             | 1:35,126 | Spanien Belen Sanchez Ana María Penas Beatriz Manchón Izaskun Aramburu | 1:36,796 | Ryssland Galina Poryvaeva Olga Tistjenko Tatiana Tistjenko Natalia Goulii    | 1:37,506 |